# Station Sędzice
Station Sędzice is een spoorwegstation in de Poolse plaats Sędzice.